# William Thurston
William Paul Thurston (Washington, D.C., Estats Units, 30 d'octubre de 1946 - Rochester, Nova York, Estats Units, 21 d'agost de 2012) va ser un matemàtic i professor nord-americà.
Va ser un pioner en el camp de la topologia geomètrica. El 1982 la Unió Matemàtica Internacional li va concedir la Medalla Fields per la profunditat i originalitat de les seves contribucions a la matemàtica.
Es va doctorar a la Universitat de Califòrnia, Berkeley, el 1972. Va aconseguir el seu doctorat amb una dissertació titulada Foliations of Three Manifolds which are Circle Bundles. El 1974 es converteix en professor de la Universitat de Princeton. També ha estat professor a Berkeley, Universitat de Califòrnia a Davis i a la Universitat Cornell.
Va rebre la Medalla Fields el 1982, el Premi Oswald Veblen en Geometria el 1976. També el Premi Leroy Steele en 2012, per les seves contribucions a la recerca en el camp de les matemàtiques.